# Igor Roma
Igor Roma (Baden, 1969) is een Italiaans pianist.

## Levensloop
Igor Roma begon met pianolessen toen hij 11 jaar was. Vier jaar later, in 1984, verhuisde hij naar Schio, Italië en nog een jaar later schreef hij zich in bij het Conservatorio di Musica Arrigo Pedrollo in Vicenza waar hij van Carlo Mazzoli les kreeg tot 1991, het jaar waarin hij met lof afstudeerde. In 1989 werd hij toegelaten tot de prestigieuze Accademia Pianistica incontri col Maestro in Imola, waar hij lessen kreeg van Franco Scala, Lazar Berman, Boris Petrushansky en Alexander Lonquich. In 1997 studeerde hij af met de Master (graad) aan diezelfde Academie.
Hij heeft veelvuldig deelgenomen aan nationale en internationale pianoconcoursen en talloze prijzen gewonnen. In 1994 kreeg hij de zesde prijs in Dublin en de vijfde prijs van de Hamamatsu International Piano Competition, in 1995 de vijfde prijs in de Arthur Rubinstein-competitie in Tel Aviv en zijn grote succes kwam in 1996 toen hij de eerste prijs won van het Internationaal Franz Liszt Pianoconcours in Utrecht. Tevens won hij de speciale prijs van de critici. Hierop nodigde het Nationaal Jeugd Orkest Roma het jaar erop uit voor een tourneebegeleiding door de Baltische Staten en Scandinavië.
In 2001 nam hij zijn eerste CD op, met werken van Alkan, Liszt en Prokofiev. In 2009 nam hij de CD Encores op, met werken van Moritz Moszkowski, Rachmaninov, Bach, Oscar Peterson, Ravel, Scriabin, Schumann, Liszt en Chopin.
Igor Roma's concerten vinden voornamelijk in Nederland plaats, waarnaast hij ook speelde in Italië, vele Europese landen, Amerika, Zuid-Afrika, China en Japan. Hij heeft opgetreden met vooraanstaande dirigenten als Stanislaw Skrowacewsky, Reinbert de Leeuw, Roberto Benzi, Ton Koopman, Philippe Herreweghe, Claus Peter Flor, Jaap van Zweden, Josep Pons, Zoltan Kocsis en samengewerkt met vele prestigieuze internationale orkesten.
Igor Roma geeft les op de Internationale Piano Academie "Incontri col Maestro” in Imola. Hij is ook regelmatig te gast geweest op het Peter de Grote Festival in Groningen alsook bij de “Imola Piano Academy” van Eindhoven. Verder doceert hij aan het “Conservatorium Zuyd” te Maastricht en aan het Conservatorio “A. Buzzolla” van Adria.

## Discografie
- Romantic Pieces for Piano, Challenge Records CC72154
- Encores